# Alapati Lui Mataeliga
Alapati Lui Mataeliga (ur. 4 stycznia 1953 w Sataua, zm. 25 kwietnia 2023 w Auckland) – samoański duchowny rzymskokatolicki, arcybiskup metropolita Samoa-Apia w latach 2003–2023, superior misji „sui iuris” Tokelau w latach 2018–2023.

## Życiorys
Święcenia kapłańskie otrzymał 5 lipca 1977 z rąk biskupa Pio Taofinuʻu. Początkowo pracował na terenie diecezji Samoa-Pago Pago przede wszystkim jako proboszcz miejscowych parafii. W 1992 został koordynatorem duszpasterstwa w archidiecezji Samoa-Apia. Trzy lata później został do niej inkardynowany i pełnił w niej funkcje m.in. dyrektora centrum duszpasterskiego oraz dyrektora wydziału ds. powołań.
16 listopada 2002 papież Jan Paweł II mianował go arcybiskupem metropolitą Samoa-Apia. Sakry udzielił mu 3 stycznia 2003 ówczesny nuncjusz apostolski na Samoa - arcybiskup Patrick Coveney. We wrześniu 2018 otrzymał także funkcję superiora misji „sui iuris” Tokelau.
Zmarł 25 kwietnia 2023.